# Henry E. Geehl
Henry E. Geehl född Henry Ernest Geehl 28 september 1881 i London död 14 januari 1961 i Beaconsfield Bucks England engelsk kompositör, dirigent och musiker (piano) 

## Filmmusik
- 1975 - Kom till Casino